# Sant Jordi de Ceret
Sant Jordi de Ceret, o del Carner, o del Pla del Carner, és una edificació religiosa de la comuna de Ceret, al Vallespir a la Catalunya del Nord.
És al sector nord-oriental del terme ceretà, a prop del límit amb el terme de Sant Joan de Pladecorts. És a la dreta del Tec i al nord de la carretera de Morellàs.
Els documents conservats que en parlen diuen que el bisbe d'Elna donà permís de construcció l'any 1387, i que el 1507 en tenien cura dos administradors de Ceret. El 1674 es lliurà a prop una forta batalla, després de la conspiració de Vilafranca, entre les tropes franceses de Schömberg i les espanyoles del duc de San Germano, que acabà amb una carnisseria. Actualment l'església és desafectada i abandonada.
Des del punt de vista constructiu, la notícia del segle xiv ha de correspondre forçosament a una reconstrucció de l'església, atès que alguns dels elements conservats són clarament altmedievals. Des de principis del segle ix es tenen notícies del lloc de Lacertet, a llevant de Ceret, de la qual vila consta com a delimitació est. El lloc de Lacertet és documentat moltes vegades més, entre els segles ix i xiv. No apareix cap església en els documents, tot i que s'esmenta l'església de Sant Julià relacionada amb Vilargell, poble del terme de Sant Joan de Pladecorts que queda a prop i a llevant de l'església de Sant Jordi.
És una església petita, d'una sola nau capçada per un absis quadrat de clara traça prerromànica. La particularitat és que en comptes de ser orientat a llevant, l'absis mira cap al nord; és a dir, l'eix del temple és de nord a sud. Tant la nau com l'absis són cobertes amb volta de canó seguit. La nau feia originalment 6 m de llargària, i és força més alta que l'absis. En una època indeterminada foren afegits tres metres més al costat de migdia, destruint així el frontis. Una sola finestra d'una sola esqueixada es conserva en el costat oriental de l'absis, i l'aparell del conjunt és molt primitiu, fet amb còdols del Tec.